# Dirty south
El dirty south surge como reacción a la corriente de 1980 de la cultura hip hop de la ciudad de Nueva York y Los Angeles. Después de East Coast rap y West Coast es el tercer sonido más influyente. Muchos primeros artistas de rap del Sur lanzaron su música de forma independiente o en mixtapes después de encontrarse con dificultades para obtener contratos de registro de marca en la década de 1990. A principios de la década de 2000, muchos artistas del sur habían alcanzado el éxito nacional, y como la década continuó, el sur se convirtió en uno de los más populares e influyentes de todo el género.A lo largo de los años 1980 y 1990, el mercado estadounidense de la música hip hop estuvo dominado principalmente por los artistas de la Costa Este y la Costa Oeste. Los Angeles y Nueva York eran las dos principales ciudades, donde el hip hop estaba recibiendo una gran atención. En la década de 1980 , ciudades del sur de Estados Unidos comenzaron a hacerse popular con el movimiento de la música hip hop. Los Geto Boys, un grupo de hip hop de Houston, fueron de los primeros artistas de hip hop desde el sur de Estados Unidos en ganar popularidad generalizada. Las raíces de hip hop del Sur se remontan al éxito de Geto Boys 'Grip it in another level en 1989,  Rick Rubin produjo "the Geto Boys" en 1990, y "we cant be stopped" en 1991. Después de los Geto Boys subió al estrellato, Houston se convirtió en el centro de hip hop meridional. Miami también jugó un papel importante en el aumento del Sur de Hip-hop durante este período de tiempo con actos de éxito como 2 Live Crew y otros artistas que dependían en gran medida del bajo de Miami sonido. A finales de 1980, otros grupos de rap alza como UGK de Port Arthur, Texas, y 8 Ball & MJG de Memphis, se trasladó a Houston para promover sus carreras musicales.
Por la década de 1990, Atlanta se había convertido en una ciudad de control en el sur de la música hip hop. Grupos de hip hop como OutKast y Goodie Mob jugaron un papel muy importante en ayudar al Sur se convierta en un centro para la música hip hop. OutKast se convirtieron en los primeros artistas del Sur para generar ventas de álbumes como los raperos poderosas en las costas este y oeste.
Las etiquetas del Sur de mayor éxito durante la década de mediados y finales de los 90 salieron de las ciudades de Memphis y Nueva Orleans. Ambas escenas tomadas en gran medida a partir de un estilo de producción primero introducidos a través de la finales de la década de 1980 Nueva York grupo de rap oscura El Showboyz, en gran medida el muestreo de los latidos de sus canciones "Triggerman" y "Rap Drag". Con el cambio de siglo estas escenas encontrados éxito de corriente a través de Cash Money Records y No Limit Registros de Nueva Orleans y Mentes Hypnotize de Memphis, revolucionando las estructuras financieras y las estrategias para las etiquetas de rap del sur independientes.
A principios y mediados de la década de 2000, los artistas de todo el Sur habían comenzado a desarrollar el renombre de corriente con artistas como TI, Ludacris, Lil Jon, Young Jeezy de Atlanta, Trick Daddy y Rick Ross de Miami, Lil Wayne y Juvenil de Nueva Orleans y Three 6 Mafia de Memphis todos se conviertan en grandes estrellas de la etiqueta durante este tiempo. En 2004, OutKast ganó seis premios Grammy por su álbum Speakerboxxx / The Love Below, incluyendo el de Mejor Álbum, mientras que en 2006 los miembros de la tercera 6 Mafia ganó el premio de la Academia por Mejor Canción Original por "Es duro hacia fuera aquí para un chulo" de Hustle and Flow, una película de Hollywood sobre un artista de rap meridional de ficción. En 2005, la escena del rap de Houston vio un resurgimiento en popularidad mainstream, y muchos raperos de Houston empezó a audiencias en todo el país y el mundo a escala, como Paul Wall, Mike Jones, Chamillionaire, UGK, Lil 'Flip, Slim Thug, Z-Ro, Trae, y muchos miembros de la Screwed Up Click.
Se llegó a la altura del sur de hip-hop de 2002 a 2004. En 2002, los artistas de hip-hop del Sur representaron el 50 y el 60 por ciento de los sencillos en las listas de música hip-hop. En la semana del 13 de diciembre de 2003, del sur urbanas artistas, sellos y productores representaron el seis de los 10 primeros puestos de la Billboard Hot 100: OutKast tuvo dos singles, Ludacris, Kelis (producido por The Neptunes), Beyonce y Chingy (bajo Ludacris 'Inquietante Paz Tha etiqueta). Además de esto, a partir de octubre de 2003 hasta diciembre de 2004, la posición número uno en el Billboard Hot 100 lista pop estaba en manos de un artista urbano del Sur para 58 de 62 semanas. Este fue coronada por la semana del 11 de diciembre de 2004, cuando siete de las diez mejores canciones en el gráfico se celebraron ni ofreció artistas urbanos del sur. En 2004, la revista Vibe informó que los artistas del Sur representaron el 43,6% del airplay en las radios urbanas (en comparación con 29,7% en el Medio Oeste, el 24,1% de la costa este y el 2,5% para la costa oeste). Rich Boy de Mobile, Alabama fue un éxito en 2007 con su álbum debut.
A diferencia de hip hop en otras regiones de los Estados Unidos, numerosos principales artistas de rap del sur no provenían de las ciudades más grandes y en su lugar salieron de cualquiera de las zonas suburbanas o zonas con escenas de hip hop más pequeños. Ejemplos notables incluyen Field Mob, naturales de Albany, Georgia, Bubba Sparxxx, de LaGrange, Georgia, y Nappy Roots, de Bowling Green, Kentucky y los artistas de Trill Entertainment fuera de Baton Rouge, Louisiana.
Artistas populares del sur de emergen en desde mediados de la década de 2010 incluyen Young Thug, Future, Travi$ Scott, 2 Chainz, Rae Sremmurd, Waka Flocka Flame, Gucci Mane y Rich Homie Quan. La mayoría Rec Además, muchos artistas no meridionales más jóvenes como French Montana y ASAP Rocky ha establecido dentro de la escena hip hop a través de ritmos con sabor del sur. han reconocido ser fuertemente influenciado por los estilos del sur de hip hop.
En España el subgénero ha influenciado a algunos de los artistas de Madrid del extinto sello Uglyworkz, como Látex Diamond, Trad Montana o Madrid Pimps, o del sello Shine Rocks, como Urban P, Jackobo Hernández de Valencia o Lil South.
En Barcelona este subgénero ha influenciado el consumo de la codeína con prometh junto con bebidas y refrescos así como la apología a las joyas, dinero y mujeres además de la influencia de jerga en algunos artistas como el grupo Malakay Split, Decko, Ill Bambinos.

Algunos artistas del dirty south son:
- 8 Ball & MJG
- 96ERS
- Beelow
- B.G.
- Big Mello
- Big Moe
- Big Steve
- Big Tymers
- Bubba Sparxxx
- Bucko
- Bun B
- CG-SC
- Club Dogo
- Chamillionaire
- Charline Bandana
- Chingo Bling
- David Banner
- DJ Paul
- DJ Sax
- DJ Screw
- El Brujo
- Etilic Mafia
- Guerrilla Maab
- Goldies
- Gucci Mane
- Hard Hustler
- Hawk
- Ill Bambinos
- Jackobo Hernández
- Jee Lock
- Killu (anteriormente Killuminati)
- LaCosta
- Látex Diamond
- Lil' Bandana
- Lil' Ghalin
- Lil' South
- Lil' Flip
- Lil Jon & The Eastside Boyz
- Lil Keke
- Lil Scrappy
- Lil Wayne
- Ludacris
- Madrid Pimps
- Malsino Serna
- Malakay Split
- Mannie Fresh
- Master P
- Miguel Arcana
- Mike Jones
- Ochoa
- O.U.R
- Pastor Troy
- Paul Wall
- Petey Pablo
- Pimp C
- Primer Dan
- Project Pat
- R.D.K
- Rick Ross
- Scarface
- Slash Major
- Slim Thug
- Spanish Fly
- Street Military
- Tech N9ne
- T.I.
- The Big Nando
- Trad Montana
- Trick Daddy
- Jakowone
- Trina
- UGK
- Urban P.
- White Dawg
- Yo Gotti
- Young Buck
- Young Jeezy
- Yukmouth
- Yung Wun
- Z-Ro